# Мортон (окръг, Канзас)
Окръг Мортон (на английски: Morton County) е окръг в щата Канзас, Съединени американски щати. Площта му е 1891 km², а населението - 3196 души. Административен център е град Елкхарт.